# Ромањезе
Ромањезе (итал. Romagnese) је насеље у Италији у округу Павија, региону Ломбардија.
Према процени из 2011. у насељу је живело 259 становника. Насеље се налази на надморској висини од 643 м.

## Становништво
Према резултатима пописа становништва 2011. у општини је живело 744 становника.
| 1931. | 1936. | 1951. | 1961. | 1971. | 1981. | 1991. | 2001. | 2011. |
| ----- | ----- | ----- | ----- | ----- | ----- | ----- | ----- | ----- |
| 2.642 | 2.682 | 2.432 | 1.954 | 1.425 | 1.264 | 1.065 | 909   | 744   |